# Marçay (Vienne)
Marçay település Franciaországban, Vienne megyében. Lakosainak száma 1119 fő (2022. január 1.). Marçay Celle-Lévescault, Cloué, Coulombiers, Fontaine-le-Comte, Iteuil, Ligugé, Marigny-Chemereau és Vivonne községekkel határos.

## Népesség
A település népességének változása:
| Lakosok száma | 1074 | 1131 | 1176 | 1185 | 1207 | 1228 | 1192 | 1155 | 1119 |
|               | 2013 | 2015 | 2016 | 2017 | 2018 | 2019 | 2020 | 2021 | 2022 |